# Rhaphium baihuashanum
Rhaphium baihuashanum är en tvåvingeart som beskrevs av Yang 1998. Rhaphium baihuashanum ingår i släktet Rhaphium och familjen styltflugor. Inga underarter finns listade i Catalogue of Life.